# Vaterpolo klub Radnički Kragujevac
Vaterpolo klub Radnički Kragujevac (Ватерполо клуб Раднички Крагујевац), srpski vaterpolski klub iz Kragujevca. Natječe se u A ligi Srbije. Klub je osnovan 25. travnja 2012., nakon što je u Kragujevcu izgrađen bazen. Prvu utakmicu odigrao je protiv Paraćina 7. srpnja i pobijedio 15:10. Kragujevčani su dosta uložili u novi klub i doveli srbijanske reprezentativce Vanju Udovičića i Filipa Filipovića, kao i hrvatskog reprezentativca Damira Burića i crnogorskog Borisa Zlokovića. Trener kluba je Dejan Udovičić (prije Danilo Nikolić). Početkom rujna 2013. Radnički je napustio Zajednicu ligaša.

## Uspjesi
- Euroliga - doprvaci 2013./14.
- Kup LEN - prvaci 2012./13.
- Europski superkup - doprvaci 2013.
- Jadranska vaterpolska liga - prvaci 2021.

- Kup Srbije - pobjednici 2014./15.

## Sastav - sezona 2012./13.
| #  | Igrač            | Država | Pozicija                        |
| -- | ---------------- | ------ | ------------------------------- |
| 1  | Zdravko Radić    |        | vratar                          |
| 2  | Damir Burić      |        | bek                             |
| 3  | Boris Popović    |        | centar                          |
| 4  | Dušan Marković   |        | bek                             |
| 5  | Slavko Gak       |        | bek                             |
| 6  | Đorđe Bašić      |        | lijevi vanjski                  |
| 7  | Aleksandar Ćirić |        | desni vanjski ili krilo         |
| 8  | Vojislav Čupić   |        | krilo                           |
| 9  | Boris Zloković   |        | centar                          |
| 10 | Filip Filipović  |        | desni vanjski ili krilo         |
| 11 | Vanja Udovičić   |        | bek                             |
| 12 | Đorđe Filipović  |        | lijevi vanjski ili lijevo krilo |
| 13 | Igor Lazić       |        | vratar                          |
| 14 | Vedran Ćirković  |        | bek                             |
| 15 | Andy Stevens     |        | vratar                          |
|    | Dejan Udovičić   |        | Trener                          |

U ovoj sezoni Radnički je sa svim pobjedama osvojio Kup LEN. U završnom susretima bio je bolji od talijanske Florentie. U prvoj utakmici pobijedio je 8:4, a u uzvratu u Kragujevcu 6. travnja 2013. 7:6. Tako je ušao u povijest kao klub koji je niti godinu nakon osnivanja osvojio drugo najprestižnije europsko klupsko vaterpolsko natjecanje. U kupu je Radnički ispao u poluzavršnici od Partizana, a u prvenstvu Srbije u završnici od Crvene zvezde. Dana 30. studenog 2013. u Bečeju je Radnički u utakmici Europskog superkupa izgubio od europskog prvaka Crvene zvezde 9:8.

## Vanjske poveznice
- Službena stranica  Arhivirana inačica izvorne stranice od 5. rujna 2012. (Wayback Machine)